# Перри, Джон Беннетт
Джон Беннетт Перри (англ. John Bennett Perry; род. 4 января 1941, Уильямстаун, Массачусетс, США) — американский актёр, певец и гитарист. Отец актёра Мэттью Перри.

## Жизнь и карьера
Джон Беннетт Перри родился в Уильямстауне (штат Массачусетс), в семье Марии Шафер-Беннетт и Алтона Л. Перри. Учился в университете Сент-Лоренса. Перри развёлся со своей первой женой Сюзанной ещё до первого дня рождения Мэтью. Также у него есть дочь Миа Перри 1986 г. р. от его второй и нынешней жены Дебби.
Перри хорошо известен по роли чисто выбритого «моряка» в рекламе Old Spice в 1970-х и 1980-х годах. Он появлялся в многочисленных фильмах и телевизионных программах, в том числе «День независимости», «Джордж из джунглей», «Западное крыло», «Закон Лос-Анджелеса», «Дни нашей жизни», «Маленький домик в прериях», «240-Роберт», «Накия», «Фэлкон Крест», «Она написала убийство», «Диагноз: убийство», «Частный детектив Магнум» и др. Он также играл генерала Дугласа Макартура в «Прощании с королём».
Перри появился вместе со своим сыном (изображая отца) в фильме «Поспешишь — людей насмешишь» (1997) и в эпизоде «My Unicorn» ситкома «Клиника». Он также появился в эпизоде «Друзей», «Эпизод с новым платьем Рэйчел», где играл отца Джошуа, с которым встречалась Рэйчел.